# Шкант

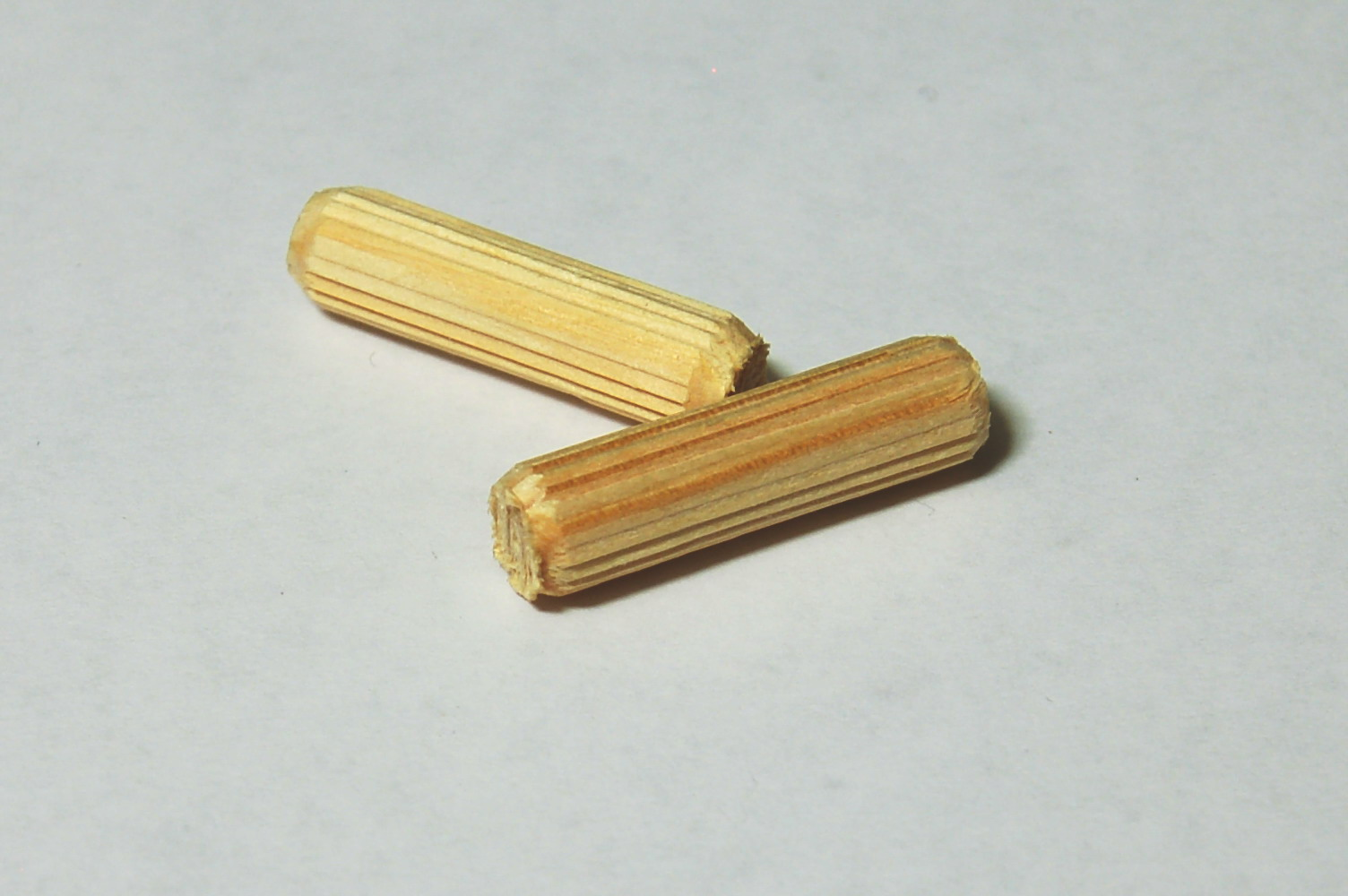
Шкант дерев'яний

Шкант — вставний шип круглого перерізу.
Зазвичай шканти виготовляють у вигляді дерев'яного або пластмасового стрижня циліндричної форми (діаметром 6…30 мм, довжиною 25…160 мм), кінці якого мають невелике загострення у вигляді фаски, а на бічну поверхню нанесені подовжні пази  — рифлення (для виходу повітря при забиванні шканта в отвір).
Дерев'яні шканти використовуються у виробництві меблів для позиціювання та сполучення між собою деталей з ДСП, ДВП, фанери, суцільної деревини та інших матеріалів. Основна область використання пластмасових шкантів  — сполучення деталей збірно-розбірних корпусних щитових меблів.

## Виготовлення

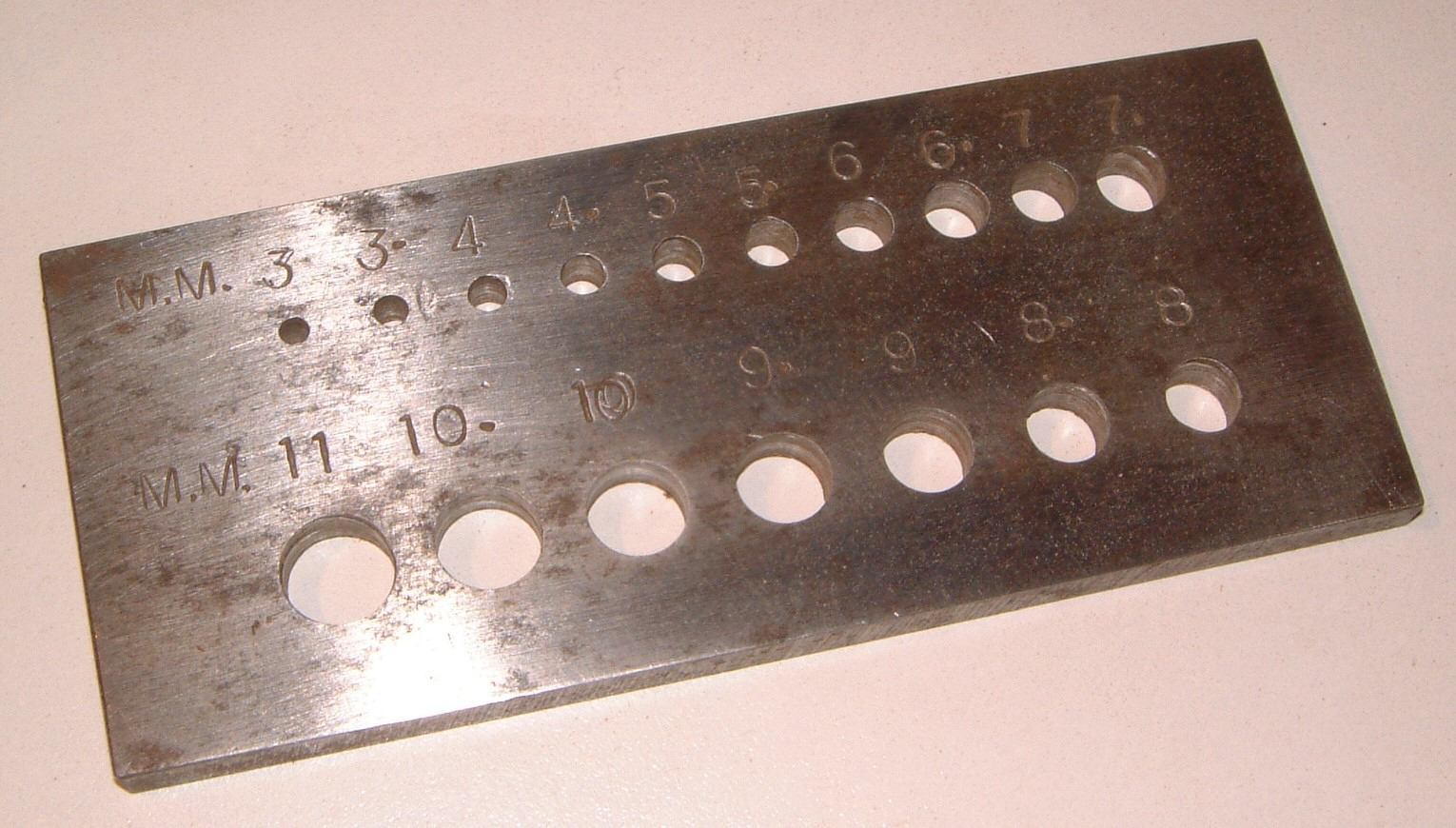
Металевий шаблон для калібрування шкантів

При масовому виробництві дерев'яні шканти виготовляються з твердолистяних порід деревини на універсальних деревообробних або на спеціалізованих шкантонарізних верстатах.
У невеликих обсягах (наприклад, при реставрації меблів, де потрібна невелика кількість, але різних параметрів) дерев'яні шканти можуть виготовлятися пробиванням колотих заготовок крізь металевий шаблон, плашки, гайки тощо (калібруванням).
Пластмасові шканти виготовляються литтям під тиском з удароміцних пластмас.

## Рифлення бокових поверхонь

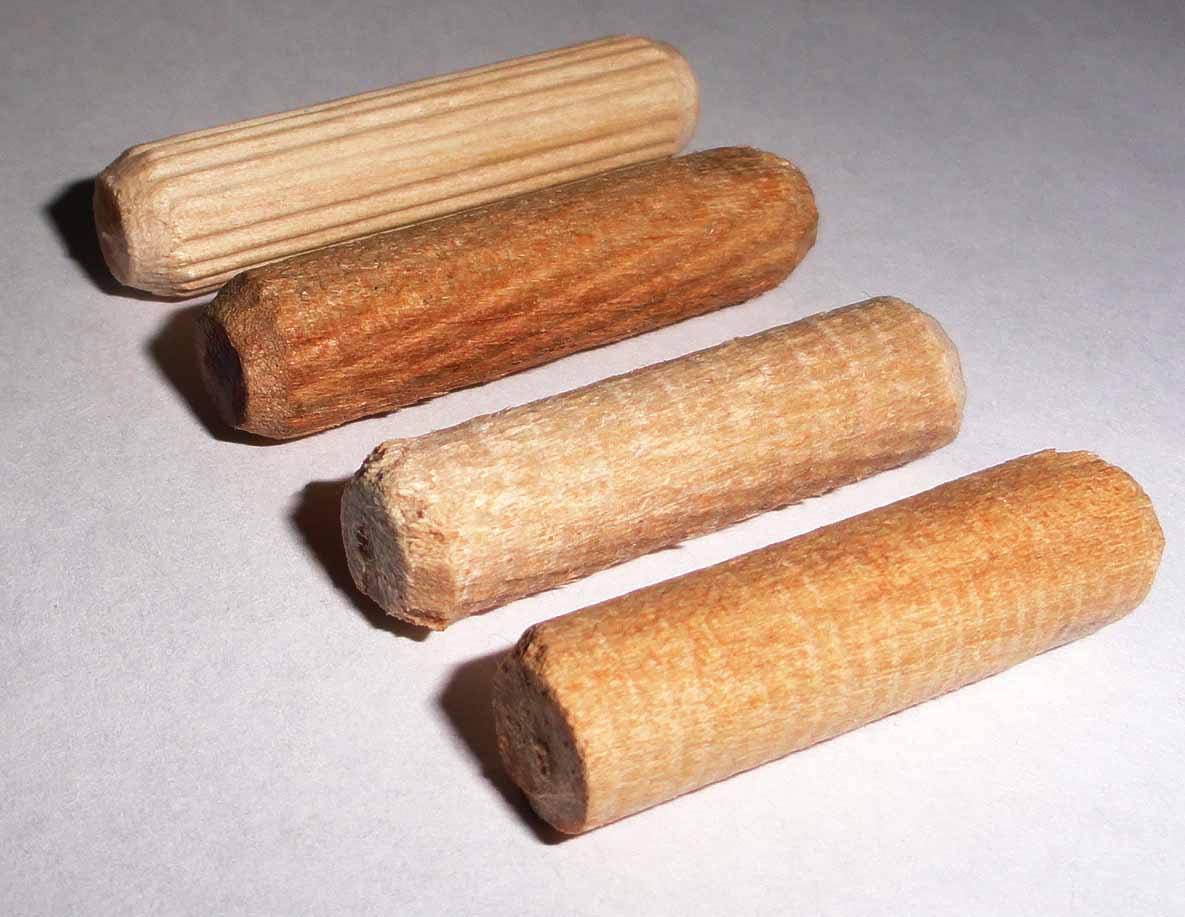
Рифлення бокових поверхнонь шкантів

Дерев'яні шканти можуть мати на бічній поверхні поздовжні пази — рифлі, як прямі, так і гвинтоподібні. Деякі види пластмасових шкантів мають на бічних поверхнях підвищену шорсткість. Рифлі служать для проходу повітря при установці шкантів в деталь, а також для проходу і кращого зчеплення клею в разі клейового з'єднання «на шкант». Шорсткість шканта запобігає випаданню із деталі, що його утримує при необхідності забезпечення розбірності з'єднання.
Види рифлення бічних поверхонь шкантів (на фотографії зверху вниз):
- прямі рифлі — рифлення для шкантів універсального призначення;
- гвинтоподібні рифлі — рифлення для шкантів, призначених для клейового з'єднання;
- складні рифлі — (в даному випадку гвинтові і поперечні рифлі) рифлення для шкантів, призначених для посиленого клейового з'єднання;
- поперечні рифлі — додаткове рифлення для шкантів, призначених для посиленого клейового з'єднання.

Також можливе виготовлення шкантів без рифлів, тобто з гладкою бічною поверхнею.

## Розміри

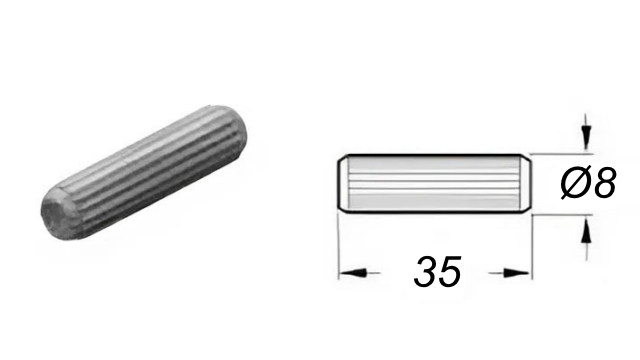
Шкант D8 L35 (або Шкант 8х35)

Основні (рекомендовані) довжини (L) шкантів, в залежності від діаметра (D).
| D, мм | L, мм | L, мм | L, мм | L, мм | L, мм | L, мм | L, мм | L, мм | L, мм | L, мм |
| ----- | ----- | ----- | ----- | ----- | ----- | ----- | ----- | ----- | ----- | ----- |
| 6     | 20    | 25    | 30    | 35    | -     | -     | -     | -     | -     | -     |
| 8     | 20    | 25    | 30    | 35    | 40    | 45    | 50    | -     | -     | -     |
| 10    | -     | -     | 30    | 35    | 40    | 45    | 50    | 60    | -     | -     |
| 12    | -     | -     | 30    | 35    | 40    | 45    | 50    | 60    | 70    | -     |
| 14    | -     | -     | -     | -     | -     | -     | -     | 60    | 70    | 80    |

## Складання на шканти

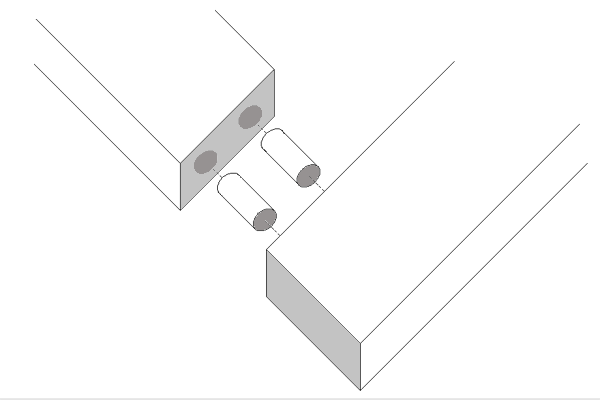
Складання деталей на шканти

Креслення з'єднання на шкант

При розбірному сполученні деталей «на шкант» — шкант використовують як деталь для позиціювання та посилення, а роль утримувача у такому з'єднанні виконує спеціальна стяжка (наприклад: конфірмат чи ексцентрикова стяжка).
Для нерозбірного з'єднання деталей з деревини «на шкант» використовують дерев'яні шканти та клей. У такому з'єднанні клей перед складанням наносять на шканти і в отвори для них.

## Інші назви
Шкант у професійному сленгу може мати назви, що є недопустимими для вживання в технічній документації:
- Чопик — для означення шканта, виготовленого кустарним способом
- Нагель (нім. Nagel — цвях) — у випадку використання шканта як дерев'яного цвяха, що забивається у попередньо просвердлений отвір уже відпозиціонованих деталей.
- Дюбель — з технічних перекладів з німецької (нім. Holzdübel) та англійської (англ. dowel).

## Нормативні документі
- ГОСТ 9330—76 Основные соединения деталей из древесины и древесных материалов. Типы и размеры.
- ГОСТ 30974—2002 Соединения угловые деревянных брусчатых и бревенчатых малоэтажных зданий. Классификация, конструкции, размеры.
- DIN 68150-1 (Publication date:1989-07) Wooden dowels; dimensions, specifications.